# Hernán Medford
Hernán Medford Bryan (San José, 23 mei 1968) is een voetbalcoach en voormalig voetballer uit Costa Rica.

## Clubcarrière
Medford begon zijn carrière als profvoetballer in 1989 bij Deportivo Saprissa uit San José. De aanvaller reisde vervolgens de wereld rond en speelde voor Dinamo Zagreb (Kroatië), Rayo Vallecano (Spanje), US Foggia (Italië), Pachuca CF (Mexico), León CF (Mexico) en Necaxa (Mexico). Na deze omzwervingen keerde Medford terug naar Saprissa, waar hij bleef totdat hij in 2002 stopte als profvoetballer.

## Interlandcarrière
Medford maakte zijn debuut voor Costa Rica op 13 december 1987 tegen Zuid-Korea (2-1). Hij nam met zijn vaderland deel aan twee WK-eindrondes: 1990 en 2002. In totaal speelde hij vijf WK-duels. Van de vele doelpunten die Medford als international maakte, springen twee eruit. Het eerste is zijn winnende treffer tegen Zweden (2-1) op het WK van 1990, waardoor Costa Rica doorging naar de kwartfinale (Tsjechoslowakije was hierin te sterk). Het tweede is zijn winnende doelpunt tegen Mexico in het Aztekenstadion van Mexico-Stad in 2001 tijdens de WK-kwalificatie. Dit doelpunt van Medford zorgde ervoor dat Mexico sinds lange tijd weer eens thuis verloor.
| Interlands van Hernán Medford voor Costa Rica | Interlands van Hernán Medford voor Costa Rica | Interlands van Hernán Medford voor Costa Rica | Interlands van Hernán Medford voor Costa Rica | Interlands van Hernán Medford voor Costa Rica | Interlands van Hernán Medford voor Costa Rica |
| №                                             | Datum                                         | Wedstrijd                                     | Uitslag                                       | Competitie                                    | Goals                                         |
| --------------------------------------------- | --------------------------------------------- | --------------------------------------------- | --------------------------------------------- | --------------------------------------------- | --------------------------------------------- |
| 1                                             | 14.06.1988                                    | Verenigde Staten – Costa Rica                 | 1–0                                           | Oefeninterland                                |                                               |
| 2                                             | 31.07.1988                                    | Panama – Costa Rica                           | 0–2                                           | WK-kwalificatie                               | Goal                                          |
| 3                                             | 17.08.1988                                    | Costa Rica – Panama                           | 1–1                                           | WK-kwalificatie                               |                                               |
| 4                                             | 07.02.1989                                    | Costa Rica – Polen                            | 2–4                                           | Oefeninterland                                |                                               |
| 5                                             | 21.02.1989                                    | El Salvador – Costa Rica                      | 1–1                                           | Oefeninterland                                |                                               |
| 6                                             | 19.03.1989                                    | Guatemala – Costa Rica                        | 1–0                                           | WK-kwalificatie                               |                                               |
| 7                                             | 28.05.1989                                    | Trinidad en Tobago – Costa Rica               | 1–1                                           | WK-kwalificatie                               |                                               |
| 8                                             | 02.02.1990                                    | Verenigde Staten – Costa Rica                 | 0–2                                           | Oefeninterland                                |                                               |
| 9                                             | 04.02.1990                                    | Uruguay – Costa Rica                          | 2–0                                           | Oefeninterland                                |                                               |
| 10                                            | 22.02.1990                                    | Costa Rica – Sovjet-Unie                      | 1–2                                           | Oefeninterland                                |                                               |
| 11                                            | 20.05.1990                                    | Wales – Costa Rica                            | 1–0                                           | Oefeninterland                                |                                               |
| 12                                            | 11.06.1990                                    | Costa Rica – Schotland                        | 1–0                                           | WK-eindronde                                  |                                               |
| 13                                            | 20.06.1990                                    | Zweden – Costa Rica                           | 1–2                                           | WK-eindronde                                  | Goal                                          |
| 14                                            | 23.06.1990                                    | Tsjecho-Slowakije – Costa Rica                | 4–1                                           | WK-eindronde                                  |                                               |
| 15                                            | 25.06.1991                                    | Costa Rica – Colombia                         | 0–1                                           | Oefeninterland                                |                                               |
| 16                                            | 29.06.1991                                    | Costa Rica – Guatemala                        | 2–0                                           | CONCACAF Gold Cup                             |                                               |
| 17                                            | 01.07.1991                                    | Trinidad en Tobago – Costa Rica               | 2–1                                           | CONCACAF Gold Cup                             | Goal                                          |
| 18                                            | 03.07.1991                                    | Verenigde Staten – Costa Rica                 | 3–2                                           | CONCACAF Gold Cup                             |                                               |
| 19                                            | 05.07.1991                                    | Honduras – Costa Rica                         | 2–0                                           | CONCACAF Gold Cup                             |                                               |
| 20                                            | 07.07.1991                                    | Mexico – Costa Rica                           | 2–0                                           | CONCACAF Gold Cup                             |                                               |
| 21                                            | 22.11.1992                                    | Mexico – Costa Rica                           | 4–0                                           | WK-kwalificatie                               |                                               |
| 22                                            | 29.11.1992                                    | Costa Rica – Mexico                           | 2–0                                           | WK-kwalificatie                               |                                               |
| 23                                            | 05.12.1992                                    | Honduras – Costa Rica                         | 2–1                                           | WK-kwalificatie                               |                                               |
| 24                                            | 13.12.1992                                    | Costa Rica – Saint Vincent en de Grenadines   | 5–0                                           | WK-kwalificatie                               | Goal                                          |
| 25                                            | 11.06.1994                                    | Costa Rica – Italië                           | 0–1                                           | Oefeninterland                                |                                               |
| 26                                            | 01.12.1995                                    | Costa Rica – Belize                           | 2–1                                           | Copa Centroamericana                          |                                               |
| 27                                            | 03.12.1995                                    | El Salvador – Costa Rica                      | 2–1                                           | Copa Centroamericana                          |                                               |
| 28                                            | 07.12.1995                                    | Honduras – Costa Rica                         | 1–1                                           | Copa Centroamericana                          |                                               |
| 29                                            | 10.12.1995                                    | El Salvador – Costa Rica                      | 2–1                                           | Copa Centroamericana                          |                                               |
| 30                                            | 09.10.1996                                    | Costa Rica – Jamaica                          | 0–0                                           | Oefeninterland                                |                                               |
| 31                                            | 17.11.1996                                    | Costa Rica – Guatemala                        | 3–0                                           | WK-kwalificatie                               | Goal                                          |
| 32                                            | 01.12.1996                                    | Costa Rica – Verenigde Staten                 | 2–1                                           | WK-kwalificatie                               |                                               |
| 33                                            | 15.12.1996                                    | Verenigde Staten – Costa Rica                 | 2–1                                           | WK-kwalificatie                               |                                               |
| 34                                            | 21.12.1996                                    | Costa Rica – Trinidad en Tobago               | 2–1                                           | WK-kwalificatie                               |                                               |
| 35                                            | 16.03.1997                                    | Costa Rica – Mexico                           | 0–0                                           | WK-kwalificatie                               |                                               |
| 36                                            | 23.03.1997                                    | Costa Rica – Verenigde Staten                 | 3–2                                           | WK-kwalificatie                               | Goal                                          |
| 37                                            | 11.05.1997                                    | Costa Rica – Jamaica                          | 3–1                                           | WK-kwalificatie                               |                                               |
| 38                                            | 01.06.1997                                    | Canada – Costa Rica                           | 1–0                                           | WK-kwalificatie                               |                                               |
| 39                                            | 13.06.1997                                    | Brazilië – Costa Rica                         | 5-0                                           | Copa América                                  |                                               |
| 40                                            | 16.06.1997                                    | Colombia – Costa Rica                         | 4-1                                           | Copa América                                  |                                               |
| 41                                            | 19.06.1997                                    | Mexico – Costa Rica                           | 1-1                                           | Copa América                                  | Goal                                          |
| 42                                            | 10.08.1997                                    | Costa Rica – El Salvador                      | 0-0                                           | WK-kwalificatie                               |                                               |
| 43                                            | 07.09.1997                                    | Verenigde Staten – Costa Rica                 | 1-0                                           | WK-kwalificatie                               |                                               |
| 44                                            | 14.09.1997                                    | Jamaica – Costa Rica                          | 1–0                                           | WK-kwalificatie                               |                                               |
| 45                                            | 09.11.1997                                    | Mexico – Costa Rica                           | 3–3                                           | WK-kwalificatie                               | Goal                                          |
| 46                                            | 25.11.1999                                    | Costa Rica – Slowakije                        | 4–0                                           | Oefeninterland                                |                                               |
| 47                                            | 29.12.1999                                    | Costa Rica – Honduras                         | 1–1                                           | Oefeninterland                                | Goal                                          |
| 48                                            | 26.01.2000                                    | Costa Rica – Trinidad en Tobago               | 2–1                                           | Oefeninterland                                |                                               |
| 49                                            | 03.02.2000                                    | Costa Rica – Chili                            | 1–0                                           | Oefeninterland                                |                                               |
| 50                                            | 13.02.2000                                    | Costa Rica – Canada                           | 2–2                                           | CONCACAF Gold Cup                             |                                               |
| 51                                            | 17.02.2000                                    | Zuid-Korea – Costa Rica                       | 2–2                                           | CONCACAF Gold Cup                             | Goal                                          |
| 52                                            | 20.02.2000                                    | Costa Rica – Trinidad en Tobago               | 1–2                                           | CONCACAF Gold Cup                             |                                               |
| 53                                            | 09.07.2000                                    | Costa Rica – Saint Vincent en de Grenadines   | 7–1                                           | Oefeninterland                                | Goal · Goal · Goal                            |
| 54                                            | 16.07.2000                                    | Barbados – Costa Rica                         | 2–1                                           | WK-kwalificatie                               |                                               |
| 55                                            | 23.07.2000                                    | Costa Rica – Verenigde Staten                 | 2–1                                           | WK-kwalificatie                               | Goal                                          |
| 56                                            | 15.08.2000                                    | Costa Rica – Guatemala                        | 2–1                                           | WK-kwalificatie                               |                                               |
| 57                                            | 03.09.2000                                    | Costa Rica – Barbados                         | 3–0                                           | WK-kwalificatie                               | Goal                                          |
| 58                                            | 11.10.2000                                    | Verenigde Staten – Costa Rica                 | 0–0                                           | WK-kwalificatie                               |                                               |
| 59                                            | 15.11.2000                                    | Guatemala – Costa Rica                        | 2–1                                           | WK-kwalificatie                               |                                               |
| 60                                            | 06.01.2001                                    | Costa Rica – Guatemala                        | 5–2                                           | WK-kwalificatie                               |                                               |
| 61                                            | 28.02.2001                                    | Costa Rica – Honduras                         | 2–2                                           | WK-kwalificatie                               |                                               |
| 62                                            | 28.03.2001                                    | Costa Rica – Trinidad en Tobago               | 3–0                                           | WK-kwalificatie                               |                                               |
| 63                                            | 19.04.2001                                    | Costa Rica – Venezuela                        | 2–2                                           | Oefeninterland                                |                                               |
| 64                                            | 25.04.2001                                    | Verenigde Staten – Costa Rica                 | 1–0                                           | WK-kwalificatie                               |                                               |
| 65                                            | 16.06.2001                                    | Mexico – Costa Rica                           | 2–1                                           | WK-kwalificatie                               | Goal                                          |
| 66                                            | 01.07.2001                                    | Honduras – Costa Rica                         | 2–3                                           | WK-kwalificatie                               |                                               |
| 67                                            | 13.07.2001                                    | Honduras – Costa Rica                         | 0–1                                           | Copa América                                  |                                               |
| 68                                            | 04.09.2001                                    | Costa Rica – Verenigde Staten                 | 2–0                                           | WK-kwalificatie                               |                                               |
| 69                                            | 07.10.2001                                    | Costa Rica – Mexico                           | 0–0                                           | WK-kwalificatie                               |                                               |
| 70                                            | 11.11.2001                                    | Jamaica – Costa Rica                          | 0–1                                           | WK-kwalificatie                               |                                               |
| 71                                            | 11.01.2002                                    | Costa Rica – Kameroen                         | 2–1                                           | Oefeninterland                                | Goal                                          |
| 72                                            | 18.01.2002                                    | Martinique – Costa Rica                       | 0–2                                           | CONCACAF Gold Cup                             | Goal                                          |
| 73                                            | 20.01.2002                                    | Costa Rica – Trinidad en Tobago               | 1–1                                           | CONCACAF Gold Cup                             |                                               |
| 74                                            | 26.01.2002                                    | Costa Rica – Haïti                            | 2–1                                           | CONCACAF Gold Cup                             |                                               |
| 75                                            | 30.01.2002                                    | Costa Rica – Zuid-Korea                       | 3–1                                           | CONCACAF Gold Cup                             |                                               |
| 76                                            | 09.05.2002                                    | Costa Rica – Colombia                         | 1–2                                           | Oefeninterland                                |                                               |
| 77                                            | 04.06.2002                                    | China – Costa Rica                            | 0–2                                           | WK-eindronde                                  |                                               |

## Trainerscarrière
Van 2002 tot 2006 was Medford hoofdtrainer bij zijn oude club Deportivo Saprissa. In 2005 werd onder zijn leiding de CONCACAF Champions Cup gewonnen door in de finale het Mexicaanse Chivas Guadalajara te verslaan. In 2006 werd Medford aangesteld als bondscoach van Costa Rica, waar hij aantrad als vervanger van Alexandre Guimarães.
| Interlands Costa Rica onder leiding van Hernán Medford | Interlands Costa Rica onder leiding van Hernán Medford | Interlands Costa Rica onder leiding van Hernán Medford | Interlands Costa Rica onder leiding van Hernán Medford | Interlands Costa Rica onder leiding van Hernán Medford | Interlands Costa Rica onder leiding van Hernán Medford |
| №                                                      | Datum                                                  | Wedstrijd                                              | Uitslag                                                | Competitie                                             |                                                        |
| ------------------------------------------------------ | ------------------------------------------------------ | ------------------------------------------------------ | ------------------------------------------------------ | ------------------------------------------------------ | ------------------------------------------------------ |
| 1                                                      | 2007-02-04                                             | Costa Rica – Trinidad en Tobago                        | 4–0                                                    | Oefeninterland                                         |                                                        |
| 2                                                      | 2007-02-09                                             | Costa Rica – Honduras                                  | 3–1                                                    | Copa Centroamericana                                   |                                                        |
| 3                                                      | 2007-02-13                                             | Panama – Costa Rica                                    | 1–0                                                    | Copa Centroamericana                                   |                                                        |
| 4                                                      | 2007-02-16                                             | El Salvador – Costa Rica                               | 0–2                                                    | Copa Centroamericana                                   |                                                        |
| 5                                                      | 2007-02-18                                             | Costa Rica – Panama                                    | 1–1                                                    | Copa Centroamericana                                   |                                                        |
| 6                                                      | 2007-03-24                                             | Costa Rica – Nieuw-Zeeland                             | 4–0                                                    | Oefeninterland                                         |                                                        |
| 7                                                      | 2007-03-28                                             | Chili – Costa Rica                                     | 1–1                                                    | Oefeninterland                                         |                                                        |
| 8                                                      | 2007-06-02                                             | Costa Rica – Chili                                     | 2–0                                                    | Oefeninterland                                         |                                                        |
| 9                                                      | 2007-06-06                                             | Costa Rica – Canada                                    | 1–2                                                    | CONCACAF Gold Cup                                      |                                                        |
| 10                                                     | 2007-06-09                                             | Haïti – Costa Rica                                     | 1–1                                                    | CONCACAF Gold Cup                                      |                                                        |
| 11                                                     | 2007-06-11                                             | Costa Rica – Guadeloupe                                | 1–0                                                    | CONCACAF Gold Cup                                      |                                                        |
| 12                                                     | 2007-06-17                                             | Mexico – Costa Rica                                    | 1–0                                                    | CONCACAF Gold Cup                                      |                                                        |
| 13                                                     | 2007-08-22                                             | Costa Rica – Peru                                      | 1–1                                                    | Oefeninterland                                         |                                                        |
| 14                                                     | 2007-09-09                                             | Costa Rica – Honduras                                  | 0–0                                                    | Oefeninterland                                         |                                                        |
| 15                                                     | 2007-09-12                                             | Canada – Costa Rica                                    | 1–1                                                    | Oefeninterland                                         |                                                        |
| 16                                                     | 2007-10-13                                             | El Salvador – Costa Rica                               | 2–2                                                    | Oefeninterland                                         |                                                        |
| 17                                                     | 2007-10-17                                             | Costa Rica – Haïti                                     | 1–1                                                    | Oefeninterland                                         |                                                        |
| 18                                                     | 2007-11-21                                             | Panama – Costa Rica                                    | 1–1                                                    | Oefeninterland                                         |                                                        |
| 19                                                     | 2008-01-13                                             | Costa Rica – Zweden                                    | 0–1                                                    | Oefeninterland                                         |                                                        |
| 20                                                     | 2008-01-30                                             | Iran – Costa Rica                                      | 0–0                                                    | Oefeninterland                                         |                                                        |
| 21                                                     | 2008-02-06                                             | Jamaica – Costa Rica                                   | 1–1                                                    | Oefeninterland                                         |                                                        |
| 22                                                     | 2008-03-26                                             | Peru – Costa Rica                                      | 3–1                                                    | Oefeninterland                                         |                                                        |
| 23                                                     | 2008-06-14                                             | Grenada – Costa Rica                                   | 2–2                                                    | WK-kwalificatie                                        |                                                        |
| 24                                                     | 2008-06-21                                             | Costa Rica – Grenada                                   | 3–0                                                    | WK-kwalificatie                                        |                                                        |

Sinds de zomer van 2014 was hij bondscoach van Honduras, waar hij de Colombiaan Luis Fernando Suárez opvolgde. Hij tekende voor één jaar maar werd al op 2 december 2014 ontslagen en opgevolgd door de Colombiaan Jorge Luis Pinto. De matige resultaten werden Medford fataal: bij het kampioenschap van Midden-Amerika was Honduras in september als vijfde van de zeven deelnemers geëindigd. Al even pijnlijk was de 6-0 nederlaag op 14 november tegen Japan in een oefenwedstrijd.
| Interlands Honduras onder leiding van Hernán Medford | Interlands Honduras onder leiding van Hernán Medford | Interlands Honduras onder leiding van Hernán Medford | Interlands Honduras onder leiding van Hernán Medford | Interlands Honduras onder leiding van Hernán Medford | Interlands Honduras onder leiding van Hernán Medford |
| №                                                    | Datum                                                | Wedstrijd                                            | Uitslag                                              | Competitie                                           |                                                      |
| ---------------------------------------------------- | ---------------------------------------------------- | ---------------------------------------------------- | ---------------------------------------------------- | ---------------------------------------------------- | ---------------------------------------------------- |
| 1                                                    | 3 september 2014                                     | Honduras – Belize                                    | 2–0                                                  | Copa Centroamericana                                 |                                                      |
| 2                                                    | 7 september 2014                                     | Honduras – El Salvador                               | 0–1                                                  | Copa Centroamericana                                 |                                                      |
| 3                                                    | 10 september 2014                                    | Honduras – Guatemala                                 | 0–2                                                  | Copa Centroamericana                                 |                                                      |
| 4                                                    | 13 september 2014                                    | Honduras – Nicaragua                                 | 1–0                                                  | Copa Centroamericana                                 |                                                      |
| 5                                                    | 9 oktober 2014                                       | Mexico – Honduras                                    | 2–0                                                  | Oefeninterland                                       |                                                      |
| 6                                                    | 14 oktober 2014                                      | Verenigde Staten – Honduras                          | 1–1                                                  | Oefeninterland                                       |                                                      |
| 7                                                    | 14 november 2014                                     | Japan – Honduras                                     | 6–0                                                  | Oefeninterland                                       |                                                      |
| 8                                                    | 18 november 2014                                     | China – Honduras                                     | 0–0                                                  | Oefeninterland                                       |                                                      |